# Ausnahmezustand in Äthiopien 2023
Der Ausnahmezustand in Äthiopien 2023 begann am 4. August 2023, als die äthiopische Regierung einen sechsmonatigen Ausnahmezustand über die Region Amhara verhängte, nachdem Kämpfe ab dem 1. August zwischen der Amhara-Miliz Fano und der Ethiopian National Defense Force (ENDF) ausbrachen. Die Region Amhara bat am 3. August um zusätzliche Hilfe von Bundestruppen. Die Auseinandersetzungen gelten als schwerste Sicherheitskrise seit dem Tigray-Krieg. Der Premierminister Abiy Ahmed erklärte, dass der Ausnahmezustand nötig sei, um die Situation zu kontrollieren. Verhängt wurden Verbote von öffentlichen Versammlungen, Verhaftungen ohne Haftbefehl und Ausgangssperren. Zudem wurden der Internetzugang blockiert und Flüge der Ethiopian Airlines nach Gondar und Lalibela gestrichen.